# 帽峰山站
帽峰山站是广州东环城际的一个车站，位于中国广东省广州市白云区太和镇沙亭村的一座建设中城际铁路车站，位于沙亭西路南侧、朝亮北路西侧。本站命名来源于临近的帽峰山森林公园。

## 车站结构
帽峰山站为地下一层车站，车站长度为246米。车站设有两个侧式站台，单个站台宽5米，站台有效长210米。车站设有2组风亭及1处冷却塔，并在西侧设有1处下沉广场。

## 历史
在2015年公布的广佛东环城际铁路环评公示中，在太和镇设有太和站，为高架车站；后在2016年11月广东省发展和改革委员会批复后的招标文件中，广佛东环高架线路的所有站点全部调整为地下车站，由此本站调整为地下车站。
2020年4月24日，本站地下连续墙施工全部完成；11月10日，本站主体结构首块底板浇筑完成。
2024年11月25日，本站成功送电。
因在成昆铁路上存在同名车站，本站在开通前夕以车站附近的帽峰山森林公园定名为帽峰山站。2025年5月，本站完成“三权”移交。